# Закриж
Закриж (словен. Zakriž, итал. Sacris) је насељено место у општини Церкно, Горишка регија, Словенија.

## Историја
До територијалне реорганизације у Словенији био је у саставу старе општине Идрија.

## Становништво
У попису становништва из 2011. године, Закриж је имао 178 становника.
| Број становника према пописима | Број становника према пописима | Број становника према пописима |
| ------------------------------ | ------------------------------ | ------------------------------ |
| 1991                           | 2002                           | 2011                           |
| 164                            | 179                            | 178                            |

## Галерија
- улаз у насеље
- капелица
- старо италијанско војно утврђење као део "Алпског зида" ("Vallo Alpino")
- један од објеката некадашњег италијанског војног утврђења